# غابرييلا أغيري
غابرييلا أغيري (بالإسبانية: Gabriela Aguirre) هي لاعب هوكي الحقل أرجنتينية، ولدت في 19 فبراير 1986.

## وصلات خارجية
- غابرييلا أغيري على موقع الاتحاد الدولي للهوكي (الإنجليزية)
- غابرييلا أغيري على موقع أوليمبيديا (الإنجليزية)
- غابرييلا أغيري على موقع اللجنة الأولمبية الأرجنتينية (الإسبانية)